# Brachetto d'Acqui (DOCG)

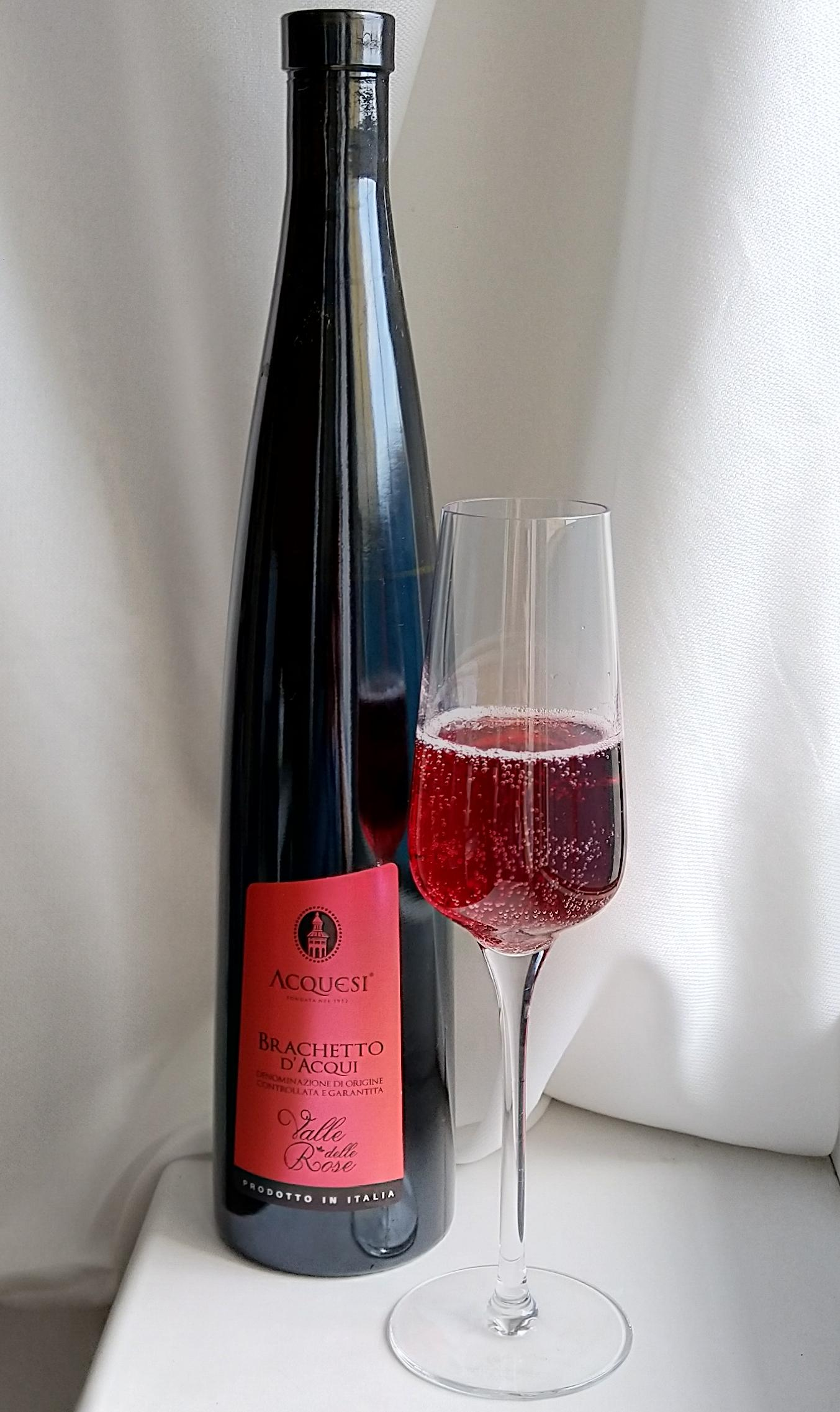
Brachetto d'Acqui

Le Brachetto d'Acqui est un vin rouge  doux italien de la région Piémont doté d'une appellation DOCG  depuis le 24 avril 1996. Seuls ont droit à la DOCG les vins rouges récoltés à l'intérieur de l'aire de production définie par le décret. 

## Aire de production
Les vignobles autorisés se situent en province d'Asti dans les communes de Nizza Monferrato, Vesime, Cessole, Loazzolo, Bubbio, Monastero Bormida, Rocchetta Palafea, Montabone, Fontanile, Mombaruzzo, Maranzana, Quaranti, Castel Boglione, Castel Rocchero, Sessame, Castelletto Molina, Calamandrana, Cassinasco ainsi que Acqui Terme, Terzo, Bistagno, Alice Bel Colle, Strevi, Ricaldone, Cassine et Visone en  province d'Alexandrie. La superficie planté est de 62 hectares. Le vignoble est travaillé par 202 vignerons.
Voir aussi l’article Brachetto d'Acqui spumante.

## Caractéristiques organoleptiques
- couleur : rouge rubis moyennement intense tendant vers un rouge grenat ou un rosé
- odeur :  délicat, caractéristiques avec des arômes de roses
- saveur : doux, vif, délicat, légèrement mousseux

Le Brachetto d'Acqui se déguste à une température de 10 à 12 °C et il se boit jeune.

## Association de plats conseillée
Parfait avec des fruits rouges 

## Production
Province, saison, volume en hectolitres :
- pas de données disponibles